# Le Voyage de la statue du Bouddha géant à travers le pays
Pour plus de détails, voir Fiche technique et Distribution.
Le Voyage de la statue du Bouddha géant à travers le pays (大仏廻国, Daibutsu Kaikoku) est un film de kaijū japonais produit et réalisé par Yoshirō Edamasa et sorti en 1934. Production indépendante, c'est l'un des premiers tokusatsu (film à effets spéciaux),. Prévu pour être le début d'une série de plusieurs films, il n'est cependant projeté que dans un nombre limité de salles et aucune suite n'est jamais produite. Il est décrit par la presse de l'époque comme un « film mi-religieux, mi-sensationnel dans le style de King Kong ».
Il est aujourd'hui considéré comme perdu depuis que la seule copie existante a été détruite pendant la Seconde Guerre mondiale. Il n'en subsiste que quelques rares images issues d'un article de magazine de l'époque,.
En 2018, Hiroto Yokokawa réalise une version moderne de 50 minutes intitulée The Great Buddha Arrival (en) après avoir pris contact avec le petit-fils de Yoshirō Edamasa,. Issu en partie d'un financement participatif, le film bénéficie de la participation exceptionnelle d'Akira Takarada (acteur vedette des premiers Godzilla) comme narrateur.

## Synopsis
Le Grand Bouddha de Shurakuen (ja) du village d'Ueno (actuelle ville de Tōkai dans la préfecture d'Aichi) s'éveille en réponse aux prières de diverses personnes, commence à bouger et se lève. Haut de 33 mètres, il vagabonde à travers la ville de Nagoya (on voit notamment l'école Shinshū Otani Nagoya Betsuin (ja), le temple Hongan-ji Nagoya Betsuin, le temple Ōsu Kannon, et le château de Nagoya). Après avoir fait une sieste à côté du château d'Inuyama, il se rend au sanctuaire de Masumida, à l'hôtel de ville de Nagoya, au bâtiment de l'assemblée civique de Nagoya, au parc Tsuruma, au grand magasin Matsuzakaya, et à l'assemblée municipale de Nagoya. Après un passage en enfer, il s'envole dans les nuages et se dirige vers Tokyo.
Un article de presse de l'époque parle de scènes dans lesquelles la statue « enjambe un train », « appuie sa tête sur un immeuble de trois étages », et « fait danser des geishas dans sa paume ».

## Fiche technique
- Titre : Le Voyage de la statue du Bouddha géant à travers le pays
- Titre original : 大仏廻国 (Daibutsu Kaikoku?)
- Réalisation et production : Yoshirō Edamasa
- Photographie : Haruzo Ando et Harumi Machii
- Pays d'origine :  Empire du Japon
- Langue originale : japonais
- Format : 4/3, noir et blanc (sauf pour les séquences « ciel et enfer » qui sont en couleur)
- Genre : kaijū eiga
- Durée : 75 minutes
- Dates de sortie :
  - Empire du Japon : 14 septembre 1934[8]

## Distribution
- Shūdō Ishikawa (ja)
- Tankai Soganoya
- Kazuyo Kojima

## Galerie

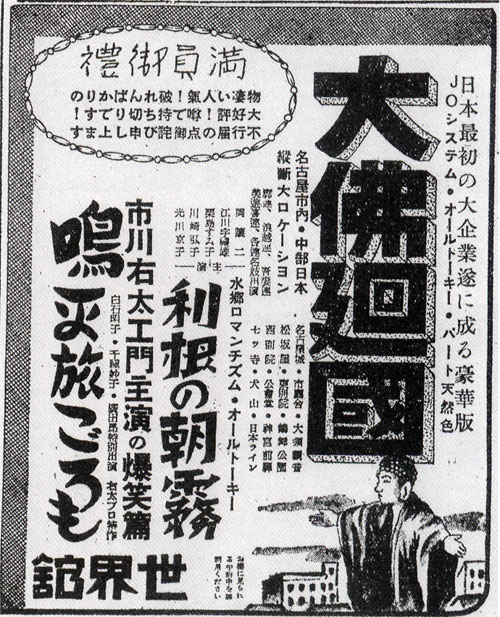
Dépliant promotionnel de 1934 pour la sortie du film.
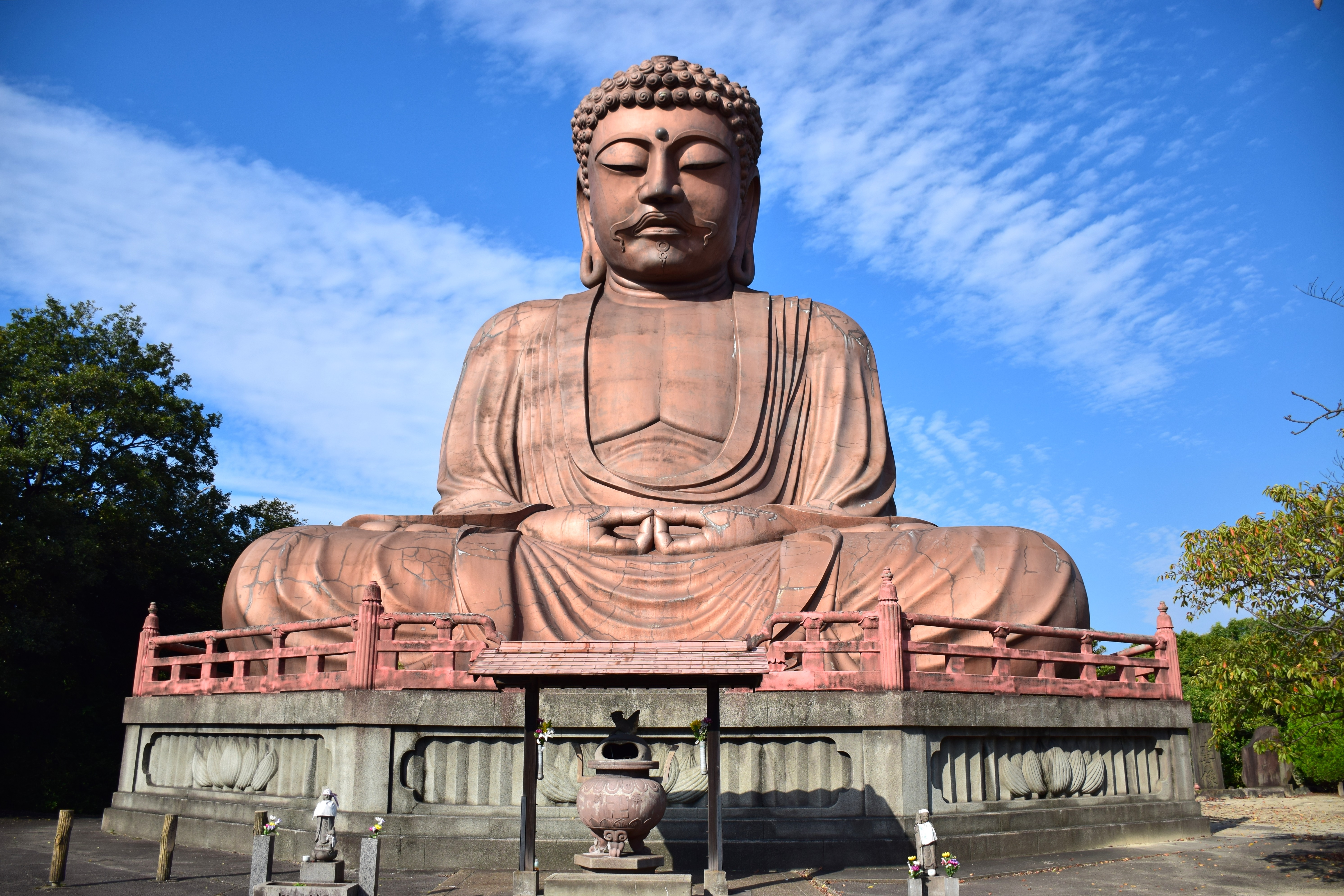
Le Grand Bouddha de Shurakuen (ja), protagoniste du film.